# BBC (gíria sexual)
Big black cock e um termo em inglês que significa Pinto preto grande, geralmente abreviado para BBC, é uma gíria sexual e um gênero de pornografia étnica que se concentra em homens negros com grandes pênis. O termo é frequentemente utilizado tanto na pornografia heterossexual quanto na gay.

## Descrição
A designação refere-se ao estereótipo de homens negros com pênis grandes, e tem sido descrita por alguns críticos como retratando os homens negros como animalísticos e agressivos. O tropo é tipicamente invocado na promoção de pornografia que apresenta um ator negro e uma atriz branca ou asiática.
O estereótipo aparece na mídia gay, bissexual e heterossexual, com o acrônimo "BBC" também sendo onipresente entre homens gays em sites de namoro, na pornografia e em outros espaços sexuais gays. Seu uso vai além do tamanho do pênis, abrangendo uma série de traços sexuais que estabeleceriam os homens negros como parceiros sexuais valorizados. Frequentemente inclui menção específica à dominação, agressividade e submissão do parceiro branco, segundo o estudioso de sexualidade Trevon D. Logan. O termo também aparece em conexão com o fetichismo do corno.

## Recepção
O termo é considerado por alguns como portador de conotações racistas, como incorporador da fetichização dos homens negros, e como perpetuador de estereótipos prejudiciais sobre as características físicas e os apetites sexuais e inclinações dos homens negros.
O escritor e ativista Rhammel Afflick afirmou ter descoberto que "meu valor é frequentemente percebido apenas de forma sexual. Sempre há referências a eu ter um 'BBC' (pinto preto grande)".
Lerone Clarke-Oliver opinou no The Gay Times que "ver homens negros na pornografia rotulados como 'bandidos' ou 'BBC' (para citar apenas duas categorizações prejudiciais) ou 'Negro [insira o termo de busca]' tem consequências psicológicas tanto fora do ambiente online quanto no mundo real".
O termo "BBC" foi a 20ª categoria de pornografia mais pesquisada no Pornhub. Observou-se que isso representava uma diminuição em relação aos anos anteriores.